# Foodwatch
Foodwatch és una organització alemanya centrada en la protecció dels drets del consumidor i la qualitat dels aliments. Va ser fundada l'octubre de 2002 en Berlín per l'exdirector executiu de Greenpeace Thilo Bode.
El 2008 van denunciar que l'aigua de l'aixeta a Alemanya contenia uns índexs d'urani per a sobre del permes.
Cada any Foodwatch lliura el Goldener Windbeutel (Premi a la mentida publicitària més insolent), que el 2009 ha recaigut en Actimel.